# Probolomyrmex greavesi
Probolomyrmex greavesi es una especie de hormiga del género Probolomyrmex, tribu Probolomyrmecini, familia Formicidae. Fue descrita científicamente por Taylor en 1965.
Se distribuye por Australia. Se ha encontrado a elevaciones de hasta 250 metros. Habita en bosques húmedos.